# Applause (musical)
Applause és un musical amb llibret de Betty Comden i Adolph Green, lletres de Lee Adams i música de Charles Strouse. Va guanyar els Tonys a Millor Musical i el de Millor Actriu de Musical per Lauren Bacall.
El musical es basa en el guió del clàssic de 1950 de Joseph L. Mankiewicz, protagonitzat per Bette Davis, All About Eve, i la història original de Mary Orr en la qual està basada la pel·lícula. El centre és l'actriu veterana Margo Channing, qui innocentment acull una actriu novella sota la seva protecció, sense adonar-se que la despietada Eve vol prendre-li la seva carrera i el seu home. El show, però, fa un gran canvi al guió eliminant el personatge d'Addison de Witt, el sarcàstic crític teatral interpretat per George Sanders. En canvi el musical substitueix el personatge de Howard Benedict, productor de l'obra en la qual Margo Channing apareix. El show també elimina la seqüència final de la pel·lícula, en la qual una aspirant a actriu apareix a l'apartament d'Eve i esdevé la seva assistent personal, disposada a fer-li el que Eve li va fer a Margo.

## Història de la producció
La producció de Broadway s'estrenà el 30 de març de 1970 al Palace Theatre, tancant el 27 de juliol de 1972, després de 896 funcions i 4 prèvies. Dirigida i coreografiada per Ron Field, el repartiment original incloïa a Lauren Bacall, Len Cariou, Penny Fuller, Bonnie Franklin, Lee Roy Reams, Robert Mandan, Brandon Maggart, Ann Williams i Nicholas Dante. Va ser un èxit de crítica i públic, sent nominada a 10 Premis Tony, dels que aconseguí els de Millor Musical, Millor Actriu Protagonista (Bacall) i Millor Director.
Quan va finalitzar el contracte de Bacall el 1971, els productors van pensar a contractar la llegenda cinematogràfica Rita Hayworth com a Margo. Hayworth va mostrar-se molt interessada i es desplaçà a Nova York per provar-ho; però en aquella època, encara sense que ningú ho sabés, Hayworth patia les primeres etapes de la malaltia d'Alzheimer i no podia recordar les lletres o els diàlegs. Irònicament, Anne Baxter, que havia interpretat a Eve a la pel·lícula original, substituí a Bacall com a Margo Channing. Quan Baxter abandonà el show el 1972, l'actriu Arlene Dahl la substituí per un mes abans que tanqués el show.
El musical va ser exportat al West End londinenc al novembre de 1972, amb Lauren Bacall repetint el paper de Margo i Eric Flynn i Angela Richards com a Bill Sampson i Eve, respectivament, arribant gairebé a les 400 funcions.
El musical va ser adaptat per a la televisió, de nou protagonitzada per Bacall, amb Larry Hagman substituint a Len Cariou al paper de Bill Sampson, en una barreja dels repartiments de Nova York i Londres. Va ser emesa als Estats Units per la CBS el 19 de març de 1973. Mai no ha tornat a ser emesa ni s'ha comercialitzat, però pot veure's al (antic The Museum of Television & Radio) a Nova York i a Beverly Hills, Califòrnia.
El New York City Center, dins del cicle Encores! presentà una nova producció de Applause entre el 7 i el 10 de febrer del 2008. Va ser dirigida per Kathleen Marshall i interpretada per Christine Ebersole, Michael Park, Erin Davie, Megan Sikora, Mario Cantone, Tom Hewitt, Chip Zien, and Kate Burton.

## Argument
Primer Acte
Quan l'"Overture" acaba, l'actriu madura Margo Channing presenta el Premi Tony a Eve, que graciosament l'agraeix a "el meu productor, el meu director, el meu escriptor i, per damunt de tots, a Margo Channing." Sentim els pensaments de Margo mentre que recorda la seva nit d'estrena un any i mig abans, quan Eve entrà a la seva vida, i, mentre que l'escena canvia i es produeix un flash back fins aquella nit, amb els admiradors de Margo omplint el seu camerino i omplen l'ambient amb "Backstage Babble". Entre els admiradors està Eve, una jova que li diu que, sola i sense amics a Nova York, ha trobat consol en veure actuar la seva heroïna, Margo. Tan aviat Margo queda sola amb Bill Sampson, el seu director i promès, intenta convèncer-lo que es quedi amb ella i que no vagi a Roma a dirigir una pel·lícula. Ferm però amable, Bill li diu adéu ("Think How It's Gonna Be"). Margo tem que haurà d'anar a la festa de la nit d'estrena sola i, amb ganes de passar una bona estona, convenç a Duane, el seu perruquer gay, perquè les porti a ella i a Eve a un nightclub gay del Greenwich Village ("But Alive"). L'animada nit acaba a l'apartament de Margo. Eve declara que ha estat la millor nit que mai ha tingut ("The Best Night of My Life"). Margo, veient-se amb només 19 anys a una de les seves velles pel·lícules a la televisió, sent l'impacte dels seus cada cop més anys han fet en la seva carrera i sarcàsticament es pregunta "Qui és aquesta nena?" ("Who's That Girl?")
Quatre mesos després, Eve ha esdevingut l'assistent indispensable de Margo, impressionant els amics propers de Margo, inclòs el seu productor, Howard Benedict. Howard pren a Eve per una "gitana". Howard explica que "és el nom que donen es
 els ballarins mentre que van de campament d'un espectacle a un altre". Els "gitanos", celebren "la paraula que diu amor", "Aplaudiments" ("Applause"). Aquella nit, a les 3 de la matinada, després d'una trucada de telèfon de Bill des de Roma, Margo desitja ansiosament tornar-lo a veure'l ("Hurry Back"). Bill aconsegueix tornar dues setmanes després, però a la festa de benvinguda a casa de Margo acaba amb un malentès que porta a un vespre desastrós ("Fasten Your Seat Belts"). Eve, com a assistent de Margo omnipresent, sap el diàleg de Margo a l'obra de dalt a baix, i Eve la convenç perquè la contracti com la seva suplent. Margo, sentint-se traïda i amenaçada, fa front a Eve amb un irònic "Benvinguda al teatre" ("Welcome to the Theatre"). Bill l'acusa d'estar paranoica cap a Eva, i després d'una amarga lluita, diu adéu a Margo, posant punt final a la seva relació. Margo es queda sola en un escenari buit.
Segon Acte
Margo està visitant els seus amics, l'escriptor Buzz Richards i la seva esposa Karen, a la seva casa de Connecticut. Karen, pensant que Margo va ser injusta amb Eve, fa que Margo es perdi una funció buidant el dipòsit de combustible per tal que no pugui tornar a Nova York a temps per la funció del vespre. Al mig del país durant la nit, expressa els seus sentiments d'afecte com a bons amics ("Good Friends"). De tornada a Nova York, Eve fa una funció triomfant en el paper de Margo. Howard de nou pren a Eve per una "gitana" on critica a Bonnie i les seves amigues, que fan una paròdia mordaç sobre una noia que esdevé una estrella de la nit ("She's No Longer a Gypsy").
Margo queda devastada quan llegeix una desagradable entrevista on Eve es refereix a les "velles estrelles". Bill s'adona de veritables intencions d'Eve i torna a la recerca de l'amor de Marho, dient-le que és una qualsevol ("One of a Kind"). Margo, però, està massa centrada en la seva carrera per voler tornar amb Bill. Eve, que ja fet un mal pas cap a Billy, i es dirigeix cap a Buzz, alegrant-se que per fi té un home que pot ajudar-la en la seva carrera ("One Hallowe'en"). Els seus plans amb Buzz són esguerrats per Howard, que la vol per a ell, dient que "tots dos sabem què vols i tu saps que sóc l'únic que pot aconseguir-t'ho". Eve necessita la influència de Howard com a productor així com el seu silenci sobre la seva tortuosa escalada a l'estrellat.
Margo sembla haver-ho perdut tot gràcies a Eve, però de cop i volta s'adona que pot guanyar perquè aqra té una oportunitat a quelcom més gran ("Something Greater"), una vida amb en Bill. Al final, ella i Bill s'uneixen a la resta responent-se la pregunta "per què vivim aquesta vida de bojos?" ("Applause")

## Repartiment
Repartiment de la producció original de Broadway 1970:
- Lauren Bacall com Margo Channing
- Len Cariou com Bill Sampson
- Penny Fuller com Eve Harrington
- Bonnie Franklin com a "gypsy"
- Lee Roy Reams com Duane, perruquera de Margo
- Robert Mandan com Howard Benedict, productor de Margo
- Brandon Maggart com Buzz Richards
- Ann Williams com Karen Richards
- Nicholas Dante

## Cançons
| I Acte - Backstage Babble - Think How It's Gonna Be - But Alive - The Best Night of My Life - Who's That Girl? - Applause - Hurry Back - Fasten Your Seat Belts - Welcome to the Theatre | II Acte - Inner Thoughts - Good Friends - The Best Night of My Life - She's No Longer a Gypsy - One of a Kind - One Hallowe'en - Something Greater - Finale |

## Premis i nominacions

### Producció original de Broadway
| Any  | Premi               | Categoria                               | Nominat         | Resultat   |
| ---- | ------------------- | --------------------------------------- | --------------- | ---------- |
| 1970 | Premi Tony          | Millor Musical                          | Millor Musical  | GUANYADOR  |
| 1970 | Premi Tony          | Millor Actor Protagonista de Musical    | Len Cariou      | nominat    |
| 1970 | Premi Tony          | Millor Actriu Protagonista de Musical   | Lauren Bacall   | GUANYADORA |
| 1970 | Premi Tony          | Millor Actor de Repartiment de Musical  | Brandon Maggart | nominat    |
| 1970 | Premi Tony          | Millor Actriu de Repartiment de Musical | Bonnie Franklin | nominada   |
| 1970 | Premi Tony          | Millor Actriu de Repartiment de Musical | Penny Fuller    | nominada   |
| 1970 | Premi Tony          | Millor Direcció de Musical              | Ron Field       | GUANYADOR  |
| 1970 | Premi Tony          | Millor Coreografia                      | Ron Field       | GUANYADOR  |
| 1970 | Premi Tony          | Millor Escenografia                     | Robert Randolph | nominat    |
| 1970 | Premi Tony          | Millor Vestuari                         | Ray Aghayan     | nominat    |
| 1970 | Premi Tony          | Millor Il·luminació                     | Tharon Musser   | nominat    |
| 1970 | Premi Drama Desk    | Actuació Més Destacada                  | Lauren Bacall   | GUANYADORA |
| 1970 | Premi Drama Desk    | Director Més Destacat                   | Ron Field       | GUANYADOR  |
| 1970 | Premi Drama Desk    | Coreografia Més Destacat                | Ron Field       | GUANYADOR  |
| 1970 | Premi Theatre World | Premi Theatre World                     | Len Cariou      | GUANYADOR  |
| 1970 | Premi Theatre World | Premi Theatre World                     | Bonnie Franklin | GUANYADORA |